# 當我們同在一起 (新加坡電視劇)
《當我們同在一起》（Together），是一部于2009年拍摄的新加坡電視劇，由欧萱、戴向宇、黄俊雄、郭蕙雯、张震寰和周穎主演。这是新傳媒成立46周年的年度大片，由新加坡媒体发展局赞助。於2009年11月30日－2010年1月18日（星期一至五晚上9時）播放，全長36集。该電視劇動用了新傳媒2008年制作的《小娘惹》的作者和部分演员。 

## 獎項及提名
- 本劇主題曲《我們》榮獲紅星大獎2010年最佳主題曲。[1]

## 海外发行
本劇於柬埔寨PPCTV第9頻道播出時，被列作年度之作。